# Mataties
Mataties o Matatias (en hebreu מַתִּתְיָהוּ בֶּן יוֹחָנָן הַכֹּהֵן, 'Matityahu ben Yoḥanan HaKohen') va ser el cap de la revolta religiosa jueva del 167 aC contra els selèucides i contra l'hel·lenització decretada pel rei Antíoc IV Epífanes.
A Modin, una ciutat propera a Lidda, a la via entre Joppa i Jerusalem, hi vivia un sacerdot extremament religiós, Mataties, que tenia cinc fills joves: Joan, Simó, Judes, Eleazar i Jonatan. Quan un oficial selèucida va visitar la ciutat i va voler fer complir les ordres del rei sobre practicar el culte a la manera grega, Mataties s'hi va negar i va matar amb les seves mans el primer renegat que va complir les ordres i que va fer un sacrifici; llavors va matar també a l'oficial selèucida i va fugir a les muntanyes amb els seus cinc fills, l'any 167 aC. Allí se'ls van unir molts jueus i van organitzar atacs contra les forces selèucides i contra els establiments religiosos pagans, restaurant allà on anaven les sinagogues i proclamant el restabliment del culte jueu.
Al cap d'uns mesos (encara l'any 167 aC), quan va morir Mataties, la revolta religiosa ja era una lluita per la independència nacional. El va succeir com a dirigent el seu tercer fill Judes conegut per Judes Macabeu.
Mataties és el fundador de la dinastia coneguda principalment com a Macabeus, però també com a Matiades (els descendents de Maties o Mataties) i com Asmoneus (del nom del seu avi, Asmoneu). És un dels protagonistes del Primer llibre dels Macabeus un dels llibres deuterocanònics de l'Antic Testament.